# Ministre des Pêches, des Océans et de la Garde côtière canadienne
Le ministre des Pêches (en anglais : Minister of Fisheries) est le ministre de la Couronne responsable des pêches et des voies navigables au sein du gouvernement fédéral canadien, dirigeant le ministère Pêches et Océans Canada.

## Liste
|  | Rang | Nom                              | Date début        | Date fin          | Gouvernement                | Province d'origine    |
|  | ---- | -------------------------------- | ----------------- | ----------------- | --------------------------- | --------------------- |
|  | 1    | Peter Mitchell                   | 1er juillet 1867  | 5 novembre 1873   | John A. Macdonald           | Nouveau-Brunswick     |
|  | 2    | Albert James Smith               | 7 novembre 1873   | 8 octobre 1878    | Alexander Mackenzie         | Nouveau-Brunswick     |
|  | 3    | James Colledge Pope              | 19 octobre 1878   | 9 juillet 1882    | John A. Macdonald           | Île-du-Prince-Édouard |
|  | 4    | Archibald Woodbury McLelan       | 10 juillet 1882   | 9 décembre 1885   | John A. Macdonald           | Nouvelle-Écosse       |
|  | 5    | George Eulas Foster              | 10 décembre 1885  | 28 mai 1888       | John A. Macdonald           | Nouveau-Brunswick     |
|  | 6    | Charles Hibbert Tupper           | 1er juin 1888     | 6 juin 1891       | John A. Macdonald           | Nouvelle-Écosse       |
|  | 7    | Charles Hibbert Tupper           | 16 juin 1891      | 24 novembre 1892  | John Joseph Caldwell Abbott | Nouvelle-Écosse       |
|  | 8    | Charles Hibbert Tupper           | 5 décembre 1892   | 12 décembre 1894  | John Sparrow David Thompson | Nouvelle-Écosse       |
|  | 9    | John Costigan                    | 21 décembre 1894  | 27 avril 1896     | Mackenzie Bowell            | Nouveau-Brunswick     |
|  | 10   | John Costigan                    | 1er mai 1896      | 8 juillet 1896    | Charles Tupper              | Nouveau-Brunswick     |
|  | 11   | Louis Henry Davies               | 13 juillet 1896   | 24 septembre 1901 | Wilfrid Laurier             | Île-du-Prince-Édouard |
|  | 12   | James Sutherland                 | 15 janvier 1902   | 10 novembre 1902  | Wilfrid Laurier             | Ontario               |
|  | 13   | Raymond Préfontaine              | 11 novembre 1902  | 25 décembre 1905  | Wilfrid Laurier             | Québec                |
|  | 14   | Wilfrid Laurier (interim)        | 6 janvier 1906    | 5 février 1906    | Wilfrid Laurier             | Québec                |
|  | 15   | Louis-Philippe Brodeur           | 6 février 1906    | 10 août 1911      | Wilfrid Laurier             | Québec                |
|  | 16   | Rodolphe Lemieux                 | 11 août 1911      | 6 octobre 1911    | Wilfrid Laurier             | Québec                |
|  | 17   | John Douglas Hazen               | 10 octobre 1911   | 12 octobre 1917   | Robert Borden               | Nouveau-Brunswick     |
|  | 18   | Charles Colqhoun Ballantyne      | 13 octobre 1917   | 10 juillet 1920   | Robert Borden               | Québec                |
|  | 19   | Charles Colqhoun Ballantyne      | 10 juillet 1920   | 29 décembre 1921  | Arthur Meighen              | Québec                |
|  | 20   | Ernest Lapointe                  | 29 décembre 1921  | 29 janvier 1924   | William Lyon Mackenzie King | Québec                |
|  | 21   | Pierre Joseph Arthur Cardin      | 30 janvier 1924   | 28 juin 1926      | William Lyon Mackenzie King | Québec                |
|  | 22   | William Anderson Black (intérim) | 29 juin 1926      | 12 juillet 1926   | Arthur Meighen              | Nouvelle-Écosse       |
|  | 23   | Esioff Léon Patenaude            | 13 juillet 1926   | 25 septembre 1926 | Arthur Meighen              | Québec                |
|  | 24   | Pierre Joseph Arthur Cardin      | 25 septembre 1926 | 13 juin 1930      | William Lyon Mackenzie King | Québec                |

## Ministres des Pêcheries
|  | Rang | Nom                        | Date début       | Date fin         | Gouvernement                | Province d'origine    |
|  | ---- | -------------------------- | ---------------- | ---------------- | --------------------------- | --------------------- |
|  | 1    | Cyrus Macmillan            | 17 juin 1930     | 7 août 1930      | William Lyon Mackenzie King | Île-du-Prince-Édouard |
|  | 2    | Edgar Nelson Rhodes        | 7 août 1930      | 2 février 1932   | Richard Bedford Bennett     | Nouvelle-Écosse       |
|  | 3    | Alfred Duranleau (intérim) | 2 février 1932   | 16 novembre 1934 | Richard Bedford Bennett     | Québec                |
|  | 4    | Grote Stirling (intérim)   | 17 novembre 1934 | 13 août 1935     | Richard Bedford Bennett     | Colombie-Britannique  |
|  | 5    | Joseph-Enoïl Michaud       | 23 octobre 1935  | 5 octobre 1942   | William Lyon Mackenzie King | Nouveau-Brunswick     |

- 1942-1945 : Ernest Bertrand
- 1945-1947 : Hedley Francis Gregory Bridges
- 1947 : Ernest Bertrand
- 1947-1948 : Milton Fowler Gregg
- 1948 : James Angus MacKinnon
- 1948-1952 : Robert Wellington Mayhew
- 1952-1957 : James Sinclair
- 1957-1963 : Angus MacLean
- 1963-1968 : Hédard Robichaud
- 1968-1969 : Jack Davis

De 1969 à 1971, le ministère devient le ministère des Pêches et des Forêts, puis se joint au ministère de l'Environnement jusqu'en 1974.
- 1969-1971 : Jack Davis
- 1974-1979 : Roméo LeBlanc
- 1979-1980 : James McGrath
- 1980-1982 : Roméo LeBlanc
- 1982-1984 : Pierre de Bané
- 1984 : Herb Breau
- 1984-1986 : John Allen Fraser
- 1986-1990 : Thomas Edward Siddon
- 1990-1993 : John Crosbie
- 1993 : Ross Reid
- 1993-1996 : Brian Tobin
- 1996 : David Charles Dingwall
- 1996-1997 : Fred J. Mifflin
- 1997-1999 : David Anderson
- 1999-2002 : Herb Dhaliwal
- 2002-2003 : Robert Thibault
- 2003-2006 : Geoff Regan
- 2006-2008 : Loyola Hearn
- 2008-2011 : Gail Shea
- 2011-2013 : Keith Ashfield
- 2013-2015 : Gail Shea
- 2015-2016 : Hunter Tootoo
- 2016-2018 : Dominic Leblanc
- 2018-2019 : Jonathan Wilkinson
- 2019-2021 : Bernadette Jordan
- 2021-2023 : Joyce Murray
- 2023-2025 : Diane Lebouthillier
- depuis 2025 : Joanne Thompson